# 銭ナールシリーズ
『銭ナール』（ぜにナール）シリーズは、毎日放送（MBSテレビ）で2012年2月1日から2013年4月24日まで毎週水曜日25:29 - 25:59（JST）に放送されていた日本のバラエティ番組のシリーズ。

## 概要
お金が稼げるアイドル「銭ドル」を目指して、10人の女性芸能人がお金とタレントとしての知識をゼミナール形式で学んでいくマネー情報系アイドル育成バラエティを謳い『全力! 銭ナール 銭ドル育成バラエティ』（ぜんりょく ぜにナール ぜにドルいくせいバラエティ）のタイトルでスタートした。
MCはカンニング竹山、アシスタントを南波糸江が務め、講師役の萌絵先生こと深田萌絵が毎回、お色気ファッションで登場することが話題となった。第4回から第6回までははとバスを貸し切り、車内で株の勉強をしながら、都内各所でバトルを繰り広げた。最終回は放送時間を25:04 - 26:04の1時間に拡大し、銭ドル候補生1期生の卒業式を行い、銭ドルに石井てる美が選ばれ、毎日放送の番組に出演できる権利が与えられた。なお、2012年2月29日は『ガップリ!〜京からよろしく〜』を放送するため休止した。
5月2日からは『カンニング竹山の銭ナール』（カンニングたけやまのぜにナール）としてリニューアル。銭なし商店街で三姉妹が営むスナック「CASH愛」に商店街の面々が集い、お金儲けのエキスパートとともに銭バナシを繰り広げる。その後「CASH愛」の閉店を理由に7月18日の放送をもって休止。
8月8日からは『カンニング竹山の銭ナール女学院』（カンニングたけやまのぜにナールじょがくいん）として再度リニューアルした。銭ナール女学院の3年P組に設定を変更し、『カンニング竹山の銭ナール』までレギュラー出演していた深田萌絵・池田ゆい・南波糸江は降板となり、『カンニング竹山の銭ナール』の企画・「小銭ナールGP」でプレゼンを行った芸人のうち3組が副担任として週替わりレギュラーで新加入。また3年P組の生徒も『全力!銭ナール』から出演の吉永実夏・石井てる美・青山智美、『カンニング竹山の銭ナール』から加入した石堂優紀に新メンバー2名が加わり、お金にまつわるソソり立つ情報を勉強していく内容となっていた。9月2日からは桐谷広人と『カンニング竹山の銭ナール』に出演していたアヤミが再加入。しかし、10月17日放送で髭男爵率いる4年P組に乗っ取られ、3年P組の解散が決まっていたが、救済措置として10月21日開催の第1回ちばアクアラインマラソンに出場する吉永実夏が5時間以内で完走できれば3年P組は存続することとなった。そのため、結果発表が行われる11月まで番組を休止した。
11月14日からは『カンニング竹山のゼニウスの夜〜銭の神に愛された民の物語〜』（カンニングたけやまのゼニウスのよる・ぜにのかみにあいされたたみのものがたり）として3度目のリニューアル。投資で儲けた人物をゲストに迎え、再現VTRを交えながら、投資によって大きく変わった人生を聞き、お金儲けの極意を学ぶ。また『銭ナール女学院』で課せられた条件を吉永がクリアし、存続が決まった3年P組の新プロジェクト・銭女CDプロジェクトもあわせて放送。

## 出演者

### 全力! 銭ナール
銭校長
- カンニング竹山

銭アナ
- 南波糸江

銭講師
- 萌絵先生：深田萌絵[9]
- ゆい先生：池田ゆい（第7回 -）[9]

銭ドル候補生
- 青山智美
- アップルパイン（みほ・もりまい[10]）
- アボカドール（三条ユリーカ・大黒まりこ）
- 安西結花
- 石井てる美（1期生銭ドル）
- 立花陽香
- 山崎茉里
- 吉永実夏[11]

### カンニング竹山の銭ナール
銭なし商店街会長
- カンニング竹山[12]

スナック「CASH愛」ママ三姉妹
- 長女・ゆいママ：池田ゆい[13]
- 次女・萌絵ママ：深田萌絵[13]
- 三女・いとえ：南波糸江

銭なし商店街の人々
- 株主優待生活男・「CASH愛」の常連：桐谷広人
- メイド喫茶店員：アヤミ
- 歯科衛生士：石堂優紀[14]
- 焼肉店バイト：吉永実夏[11]
- 英語家庭教師：石井てる美

### カンニング竹山の銭ナール女学院
3年P組 担任
- カンニング竹山

3年P組 副担任（週替わりで一組出演）
- オキシジェン（三好博道・田中知史）
- ランチランチ（ラリゴ・海野孝太）
- イマニヤスヒサ

銭ナール女学院 二代目校長
- 桐谷広人（2012年9月5日 -）

3年P組 生徒
- とっても素直な学級委員長：吉永実夏[11]
- 実はドスケベシャイガール：青山智美
- ちょっとやんちゃなエロガール：石堂優紀[14]
- 裸以外はオールOK：安藤あいか（恵比寿マスカッツ）
- 下ネタゲスドール：中村愛
- むっつりスケベの優等生：石井てる美
- アヤミ（2012年9月5日 -）

### カンニング竹山のゼニウスの夜
- カンニング竹山
- 鎌田伸一（ラジオNIKKEI記者）[15]
- 吉永実夏[11]
- 青山智美
- 石堂優紀[14]→桜井よつは[16]
- 髭男爵（2013年1月23日 -）
- 水村リア（2013年3月6日 -）
- たむらけんじ（2013年3月6・13日）[17]
- 鶴本康彦（MBSコンプライアンス担当、2013年3月6・13日）[17]

## 内容

### 全力! 銭ナール
銭ドルバトルのルール
- 定期的にテストやチームバトルを行ないながら順位を決め、最終的に総合得点1位となった1名が銭ドルとなる。銭ドルにはとっておきのプレゼント（毎日放送の番組への出演権）が贈られる。
- 毎回テストの得点とチームバトルの成績によって暫定順位を決定。毎回入れ替えを行い、下位2名は強制降格となる（Jリーグ方式）。順位によって候補生たちをZENI-1（ゼニワン）、ZENI-2（ゼニツー）、マイナーの3チームに分類。マイナー組は次のテストがあるまで出演できない。ただしチーム分けは第7回放送から廃止され、マイナー組も出演できるようになった。

| 順位   | 1位～4位 | 5位～8位 | 9位・10位 |
| ------ | -------- | -------- | --------- |
| チーム | ZENI-1   | ZENI-2   | マイナー  |

お金の授業
銭ドル候補生たちが萌絵先生から経済と男に関する講義を受ける。各項目紹介時のBGMはベルリン「愛は吐息のように〜TOP GUN LOVE THEME」（映画『トップガン』のサウンドトラック）。
全力!対決
銭ドル候補生たちがタレントとしての要素を体で学ぶため全力で行なう体感学習。毎回チーム対抗で様々なミニゲームを行なう。
銭萌えトーク
竹山校長と萌絵先生が2人きりの状態で行なうエンディングトーク。BGMはピエール・バシュレ「エマニエル」（映画『エマニエル夫人』のテーマ曲）。第7回以降は「銭萌えゆいたい放題」と題して、ゆい先生も出演。

### カンニング竹山の銭ナール
これが私のあえぎ声
竹山と萌絵ママが2人きりの状態で行なうエンディングトーク。全国で客足が遠のいてあえいでいる数多くの商店街を石堂優紀がセクシーに応援する。BGMは八神純子「みずいろの雨」、商店街応援時のBGMはSHŌGUN「男達のメロディー」。

### カンニング竹山の銭ナール女学院
1時間目 経済用語を学ぶ
竹山が経済用語に関する授業を行う中で、キーワードをつい忘れてしまうが、生徒たちの体に貼られたキーワードを見つけて何とか授業を進めていくことができる。
2時間目 日本経済史
この国を元気にする方法を日本の経済史を振り返りながら学んでいく。副担任が授業を担当する。コーナー2回目からはマラソンの練習のため、吉永のみ欠席。コーナータイトルのBGMはエマーソン・レイク・アンド・パウエル「ザ・スコアー」（テレビ朝日系『ワールドプロレスリング』オープニングテーマ曲）。
ソソり立つヨシミカマラソン
10月21日開催のちばアクアラインマラソンに出場する吉永の練習風景に密着。番組サイト内では「ヨシミカの汗だくブログ」を更新している。3年P組存続の救済措置として5時間以内に完走の条件が課せられたが、4時間38分で完走（この模様は2012年11月14日の『ゼニウスの夜』で放送）。

### カンニング竹山のゼニウスの夜
銭女CDプロジェクト
吉永がちばアクアラインマラソンを5時間以内で完走したご褒美として、2012年10月3日放送の『銭ナール女学院』で3年P組が披露した「銭女恋愛チャート〜ツインテールとメガネ〜」（作詞・3年P組、作曲・石井てる美）を1000枚限定でCD化し、手売りすることになった。ただしCDは3年P組が手作りしなければならない。大阪でのライブで1000枚完売を達成。
勝負飯
ゲストがここぞという時に食べる勝負飯を紹介し、全員でそれを食べる。

## スタッフ

### 全力! 銭ナール
- 企画：清水涼平
- 構成：森一盛、兼上頼正
- ナレーター：呉圭崇
- CG：加藤誠（パークグラフィックス）
- 技術協力：KEITH CORPORATION
- 撮影協力：BLUE MOOD（収録場所,#1-6）
- 企画協力：Parade
- AD：森雄一郎、鈴木寛人
- キャスティング：坂井美継
- ディレクター：吉村慶介、溝田和史
- 演出：富田一伸
- プロデューサー：山本達也、高宮一徳
- 制作協力：共同テレビ
- 製作著作：MBS

### カンニング竹山の銭ナール
- 企画：清水涼平、中尾智子
- 構成：兼上頼正、キンダイチ
- ナレーター：呉圭崇[19]
- CG：加藤誠（パークグラフィックス）
- 美術協力：伊藤隆（アックス）
- 技術協力：KEITH CORPORATION
- 企画協力：Parade
- AD：鈴木寛人、西川真里
- キャスティング：坂井美継
- ディレクター：溝田和史、佐藤謙治、石丸達也
- 演出：富田一伸
- プロデューサー：山本達也、山田雅之、高宮一徳
- 制作協力：共同テレビ
- 製作著作：MBS

### カンニング竹山の銭ナール女学院
- 企画：清水涼平、中尾智子
- 構成：兼上頼正、キンダイチ
- ナレーター：呉圭崇[20]
- CAM：小林秀隆、木村祐平、菊地巧、丹野優一
- MIX：斎藤耕一
- AUD：三ツ井千尋
- CA：平井琢磨
- 照明：高橋滋
- CG：加藤誠（パークグラフィックス）
- 美術協力：伊藤隆（アックス）
- 技術協力：KEITH CORPORATION
- 企画協力：Parade
- EED：小島嘉隆
- MA：塩釜亮平
- 音効：山本晃司
- TK：山本悦子
- ホームページ：荒木崇
- AD：鈴木寛人
- ディレクター：佐藤謙治、溝田和史、石丸達也、山本泰輔
- 演出：富田一伸
- プロデューサー：山本達也、山田雅之、深野和伸
- 制作協力：共同テレビ
- 製作著作：MBS

### カンニング竹山のゼニウスの夜
- 企画：中尾智子（MBS）
- 構成：兼上頼正、キンダイチ
- ナレーター：呉圭崇
- CAM：安部正樹、木塚樹
- MIX：竹内秀樹
- 技術協力：KEITH CORPORATION
- CG：加藤誠（パークグラフィックス）
- 企画協力：Parade
- EED：小島嘉隆
- MA：塩釜亮平
- 音効：山本晃司
- TK：山本悦子
- 編成：山本達也（MBS）
- ホームページ：荒木崇（MBS）
- AD：鈴木寛人、木村理恵
- ディレクター：佐藤謙治、溝田和史、山本泰輔、石丸達也
- 演出：富田一伸
- プロデューサー：合田忠弘（MBS）、深野和伸（共同テレビ）
- 制作協力：共同テレビ
- 製作著作：MBS

## 関連番組
- 農ドルちゃん - アイドル育成バラエティ